# 방선균아목
방선균아목(Actinomycineae)은 방선균목에 속하는 세균 아목이다. 의학적으로 중요한 방선균속(Actinomyces)을 포함하고 있다.